# Horka u Staré Paky
Horka u Staré Paky jsou obec v Podkrkonoší, nachází se v okrese Semily, kraj Liberecký. Žije zde 238 obyvatel.

## Historie
Osadu Horka založil v roce 1823 pláteník  a velkostatkář Ignác Falge jako část obce Čistá. Původně se jmenovala po svém zakladateli Falgov, později Falgendorf.

## Průmysl
V obci se nachází závod společnosti Suchánek & Walraven, která vyrábí upevňovací techniku. Dále pak firma JILOS HORKA, jež se zabývá zpracováním dřeva se zaměřením na výrobu finálních výrobků – přepravních obalů – palet.

## Doprava
Obcí prochází železniční trať Pardubice–Liberec, dále pak silnice I/16 směr Nová Paka a Trutnov a silnice II/293 směr Jilemnice. Vzhledem k dopravní poloze obce je zde i velmi hustá síť autobusových linek (směry: Praha, Hradec Králové, Trutnov, Vrchlabí).

## Části obce
- Horka u Staré Paky
- Nedaříž